# Šratovci
Šratovci – wieś w Słowenii, w gminie Radenci. W 2018 roku liczyła 169 mieszkańców.